# Strobilanthes grandissima
Strobilanthes grandissima är en akantusväxtart som först beskrevs av Hung Pin Tsui, och fick sitt nu gällande namn av John Richard Ironside Wood. Strobilanthes grandissima ingår i släktet Strobilanthes och familjen akantusväxter. Inga underarter finns listade i Catalogue of Life.